# Bryn Celli Ddu Burial Chamber

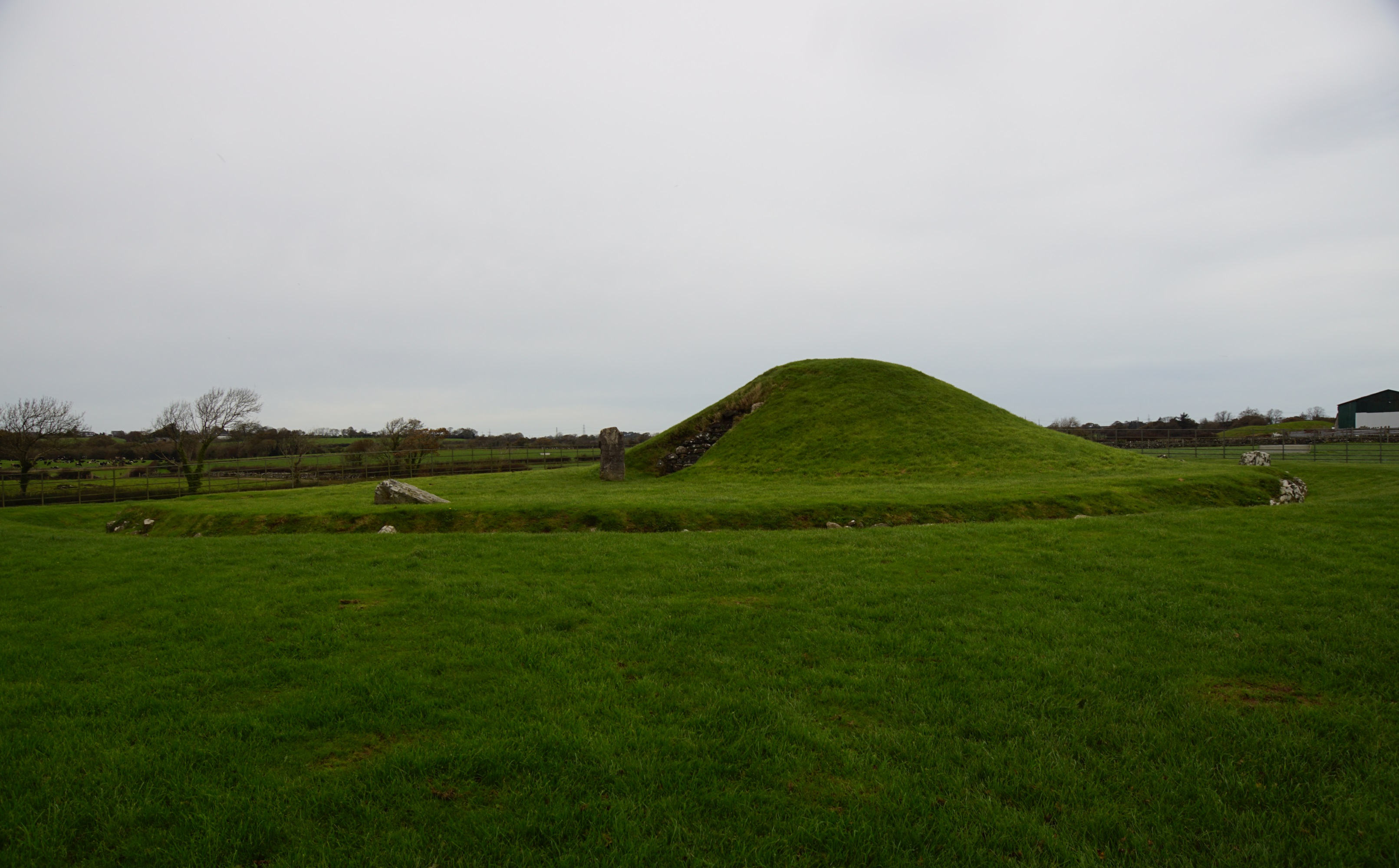
Vanuit het zuiden: de grafheuvel met eromheen de stenen van de kerb en de greppel.

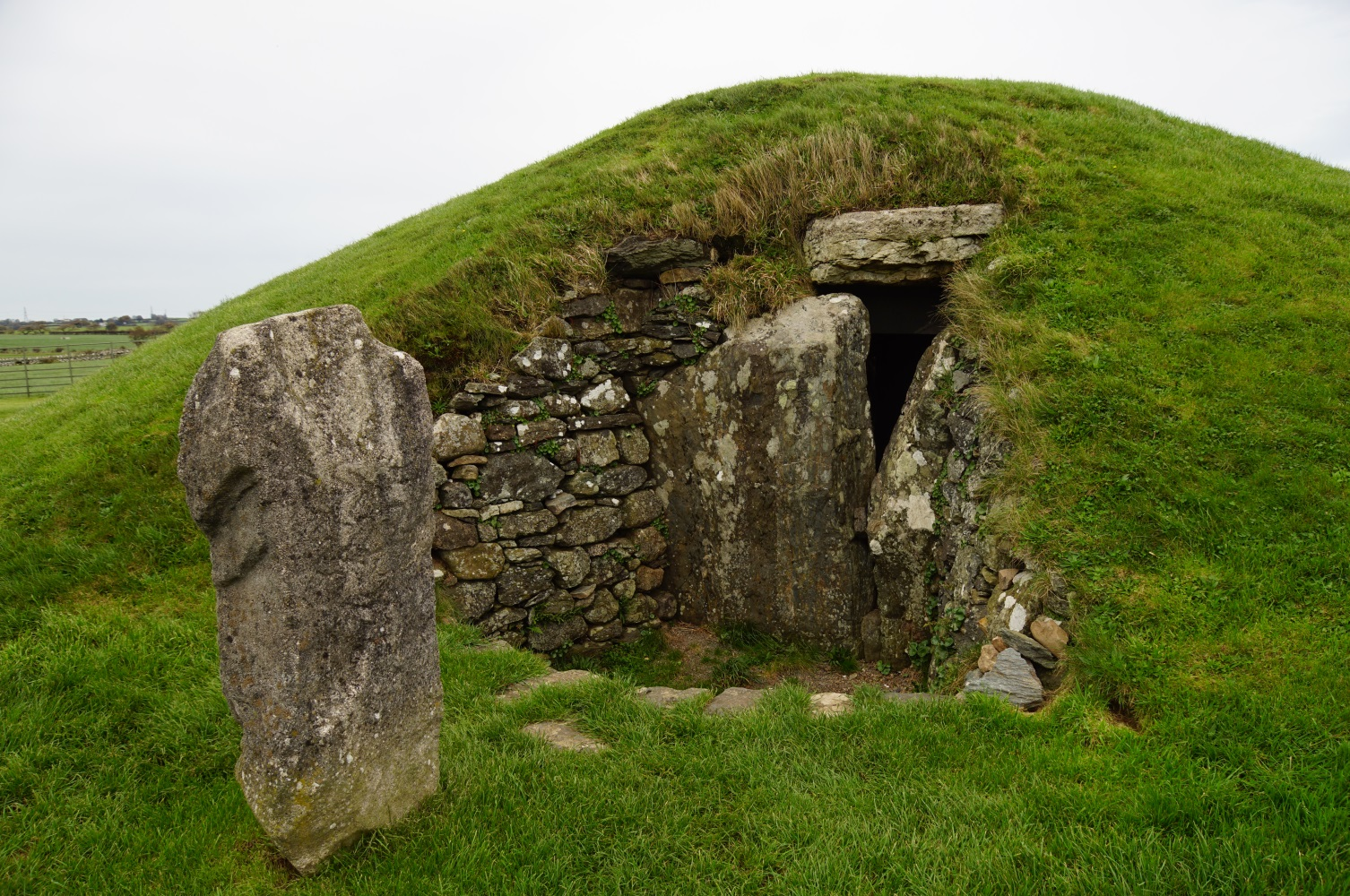
De westzijde die een kijkje in de grafkamer gunt dankzij de incomplete reconstructie. Ervoor staat de replica van de zogenaamde pattern stone.

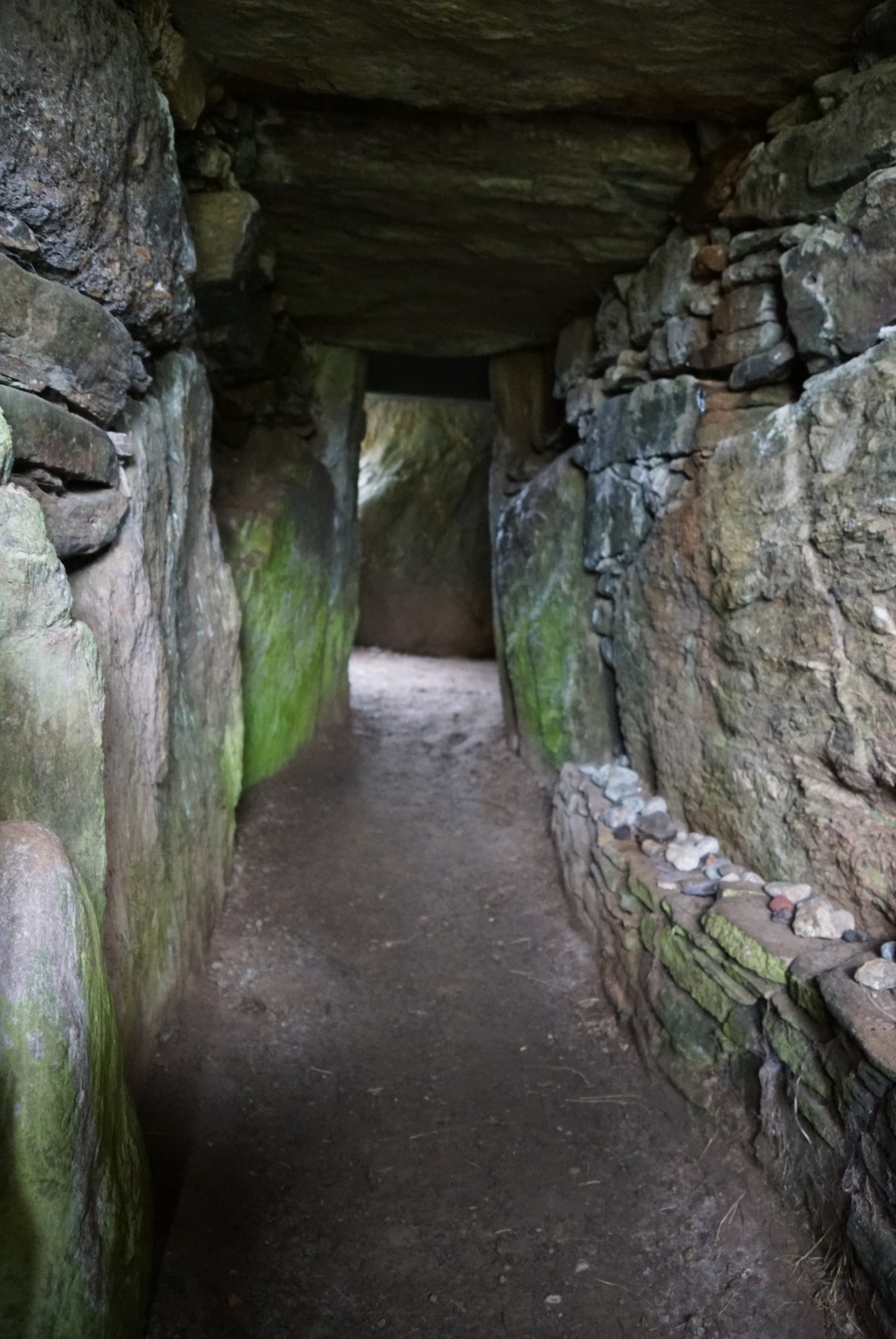
De toegangspassage gezien vanuit de grafkamer.

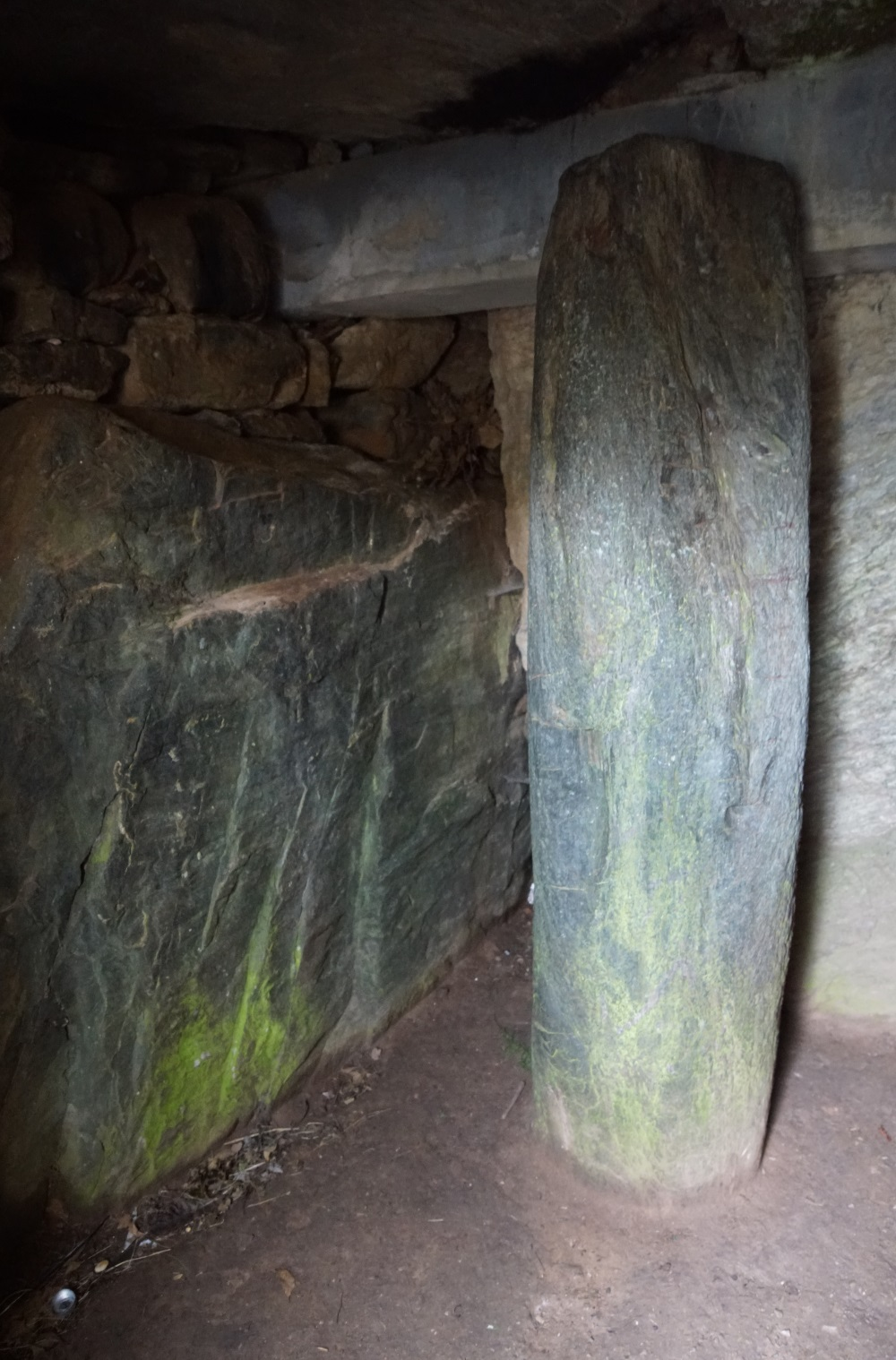
In de grafkamer staat een bijna ronde steen.

Bryn Celli Ddu Burial Chamber (Grafkamer 'heuvel in het donkere woud')  is een ganggraf uit het neolithicum, 1,6 kilometer ten oosten van Llanddaniel Fab gelegen op Anglesey in de Welshe regio Anglesey in Groot-Brittannië. Na archeologisch onderzoek in de eerste helft van de twintigste eeuw werd de grafheuvel gedeeltelijk gereconstrueerd.

## Geschiedenis
In het latere neolithicum werd op de plek van Bryn Celli Ddu een henge of een rituele omsloten ruimte gerealiseerd. Er zijn in Wales slechts drie voorbeelden gevonden van een henge; de andere twee liggen in Llandegai bij Bangor. Het doel van de henges is onduidelijk, wellicht dienden ze als ceremonisch centrum voor gemeenschappen. Er zijn theorieën die stellen dat deze henges behoorden tot een systeem van religieus denken, in mindere mate gelinkt aan de cultus van de doden, dat vaker wordt aangetroffen in het zuiden van Engeland.
Bij Castell Bryn Gwyn ligt ook een mogelijke henge; het zou ook een nederzetting kunnen zijn geweest.
Aan het einde van het neolithicum werd de henge vervangen door een ganggraf. Voordat het ganggraf en grafheuvel werden gebouwd, werden een aantal ceremonieën uitgevoerd waar een tweetal vondsten van getuigen. In het midden van de henge was een diepe kuil gegraven, waarin een vuur was aangelegd en waarin een menselijk oorbotje op de bodem was geplaatst. Na deze ceremonie was een platte steen over de kuil gelegd. Vlak erbij werd een grotere steen ontdekt die versierd was met een meanderend patroon. Aangezien de versieringen op de steen doorlopen over het bovenste deel van de steen, was het nooit deel van de grafkamer zelf. Een afgietsel van deze steen is in de 20e-eeuwse reconstructie rechtop gezet in de vermoedelijke originele positie. De gebogen lijnen van de versiering op de steen met golven en spiralen, heeft parallellen met versieringen gevonden in graftombes op andere plekken, vooral in Bretagne. De originele steen kreeg de naam pattern stone ('patroon-steen') en bevindt zich in het National Museum Cardiff in Cardiff. Wellicht hadden de ceremonieën tot doel om de plek in te wijden; misschien was het een terugkeer naar oudere tradities op Anglesey.
Het ganggraf werd na deze ceremonieën binnen de henge gebouwd en werd bedekt met een heuvel van aarde die zich uitstrekte tot in de greppel, en dus over de vroege steencirkel. Aan de oostzijde bevond zich de toegangspassage naar de grafkamer. Aan het begin van deze passage werden haarden gevonden en een platform van witte kwartskiezelstenen. 
Op een gegeven moment raakte het ganggraf in onbruik en werd het buitenste deel van de passage en de toegang van de passage geblokkeerd. Erbuiten en eveneens buiten de greppel werden bewijzen gevonden van een graf van een kleine os, omsloten met steen en hout. In de 21e eeuw is deze plek gemarkeerd met een aantal kleine stenen voor de tombe. Zo'n graf in ongebruikelijk, hoewel het in het algemeen wordt gezien als een uitbreiding op de rituelen die plaatsvonden in en bij de toegangspassage van de tombe.
In 1799 werd de graftombe door boeren ontdekt. Pas in 1865 werd de grafheuvel voor het eerst archeologisch onderzocht en het duurde tot 1928-1929 voordat de grafheuvel uitgebreider werd onderzocht.
In de grafkamer en in de passage werden menselijke botten gevonden, zowel verbrand als onverbrand. Verder werd er weinig gevonden: twee stenen pijlkoppen, een stenen kraal, een schelp van een gewone schaalhoren en mosselschelpen. Doordat er geen aardewerk werd gevonden, is het lastig om de tombe precies te dateren.

## Bouw
De henge bestond uit een thans verdwenen aarden bank rond een greppel die een cirkel van rechtopstaande stenen omsloot. Deze greppel was oorspronkelijk 21 meter in diameter, 5,2 meter breed en 1,8 meter diep. Een deel van de greppel bestaat nog, net als een aantal stenen van de binnenste steencirkel.
Het ganggraf, dat de henge opvolgde, werd bedekt met een aarden heuvel die zich uitstrekte tot in de greppel en had een reeks rechtopstaande stenen (de zogenaamde kerb) rond de basis.
Sinds de opgraving in de 20e eeuw is er gedeeltelijke reconstructie van de grafheuvel te zien. De originele kerb kan in de greppel van de henge nog worden gezien. De oorspronkelijke grafheuvel was twee keer groter dan de reconstructie.
Aan de noordoostzijde van de grafheuvel bevindt zich de drooggemetselde toegangspassage naar de grafkamer. De passage is 8,2 meter lang en 0,9 meter breed. De passage wordt door twee portaalstenen in twee delen verdeeld: het buitenste deel is 3 meter lang en was waarschijnlijk nooit van dekstenen voorzien; het binnenste deel is 4,9 meter lang en 1,5 meter hoog. Het buitenste deel was opgevuld en geblokkeerd toen de tombe in onbruik raakte.
De noordelijke wand van de binnenste passage heeft een lage richel.
De grafkamer is polygonaal van vorm, 2,4 meter breed en heeft twee dekstenen als plafond. Oorspronkelijk was de hele kamer bedekt door de aarden heuvel; in de reconstructie is de westzijde van de kamer open gelaten.
In de kamer bevindt zich een versierde, vrij staande steen die bijna rond van vorm is. Een theorie noemt deze steen de waakgeest van de tombe. Op een van de stenen in de zuidelijke wand van de kamer is een spiraalvormige afbeelding zichtbaar. Het is niet bekend wat de symbolische betekenis hiervan is en de authenticiteit van de spiraal is in twijfel getrokken.

## Beheer
Bryn Celli Ddu Burial Chamber wordt beheerd door Cadw, net als de nabij gelegen Bodowyr Burial Chamber.